# Alain Arias-Misson
Alain Arias-Misson (* 1936 in Brüssel, Belgien) ist ein amerikanisch-belgischer Dichter, Schriftsteller, Kritiker und bildender Künstler, dessen multimediale literarische Werke von Schreibmaschinenpoesie über Konkrete und Visuelle Poesie bis hin zu Geschichten und experimentellen Romanen reichen. Besonders bekannt ist er für seine dreidimensionalen Gedichtobjekte und die sogenannten Public Poems – Happenings mit Performern, die lebensgroße Buchstaben durch die Straßen verschiedener Städte tragen.

## Leben
Als Sohn eines belgischen Vaters und einer amerikanischen Mutter in Brüssel geboren, prägten Arias-Misson schon früh die Einflüsse der europäischen und der amerikanischen Kulturen. 1940 floh die Familie vor den Nationalsozialisten nach New York City, wo er aufwuchs. Nach der Schule besuchte Arias-Misson die Harvard University, wo er das Studium klassischer griechischer Literatur, der Philosophie und zeitgenössischer französischer Literatur 1959 mit magna cum laude abschloss. Während der Studienzeit entwickelte er ein Interesse an experimenteller Poesie. Im Anschluss an das Studium ging er zunächst nach Nordafrika, wo er nach dem Algerienkrieg als Lehrer in Ben Aknoun in der Provinz Algier arbeitete. 1963 heiratete er die kubanisch-asturische Malerin Nela Arias, die bei dem Maler Hans Hofmann studiert hatte. Das Paar ließ sich in New York City nieder.
Bis zum Ausbruch des Vietnamkriegs im Jahr 1965 veröffentlichte Arias-Misson Literaturkritiken und Erzählungen in amerikanischen Literaturzeitschriften wie Chicago Review, The Paris Review, American Book Review, Fiction International, Partisan und OARS. Um Arias-Missons Einberufung zur Armee zu entgehen, zog das Paar nach Barcelona und baute dort ein internationales und generationenübergreifendes Netzwerk von Dichtern und Künstlern auf, zu dem unter anderem Joan Brossa, Herminio Molero und Ignacio Gomez de Liano gehörten. Kurzzeitig arbeitete er auch mit der legendären spanischen Avantgarde-Gruppe Zaj und ihren Mitgliedern Walter Marchetti, Juan Hidalgo und Esther Ferrer zusammen. Seine künstlerischen Kontakte erstreckten sich auch auf andere europäische Länder, wobei die Freundschaften mit dem britischen Experimentalpoeten Dom Sylvester Houédard und mit Carlfriedrich Claus, der in der ehemaligen DDR lebte, besonders bedeutsam sind.
Durch die Zaj-Gruppe und die New Yorker Galeristin Emily Harvey, die mehrere Ausstellungen mit Arias-Misson organisierte, kam er in Kontakt mit vielen Fluxus-Künstlern, darunter Dick Higgins, und mit Sammlern der Fluxus-Szene wie Francesco Conz, Luigi Bonotto und Hanns Sohm, die ein großes Interesse an experimenteller Poesie, sowie an Konkreter und Visueller Poesie hatten und seine Arbeiten sammelten.
Gemeinsam mit den Dichtern Jean-François Bory, Julien Blaine, Paul de Vree, Eugenico Miccini und Lucia Marcucci, war er Mitglied der von dem italienischen Dichter Sarenco initiierten Gruppe Lotte Poetica. Er war Mitherausgeber der gleichnamigen Zeitschrift, in der er regelmäßig Beiträge veröffentlichte. Seine Arbeiten waren zudem in vielen anderen wichtigen Zeitschriften für experimentelle Literatur vertreten: De Tafelronde (von Paul de Vree, ebenfalls mit herausgegeben von Arias-Misson) und Phantomas in Belgien, in Henri Chopins legendärer Revue OU, Luna Park, Ne coupez pas, Approches und L’Humidité in Frankreich, Logomotives in Italien, ASA and Geijutsu Seikatsu in Japan, Ovum in Uruguay, El Urogallo in Spanien und Tlaloc in Großbritannien. Er stellte die erste Anthologie zur Konkreten Poesie in den USA zusammen, die 1967 von Eugene Wildman als Anthology of Concretism in der Zeitschrift Chicago Review (Band 19, Nr. 4) veröffentlicht wurde.
In Bezug auf Literaturtheorie und Philosophie war Arias-Misson von den Schriften Ludwig Wittgensteins inspiriert, auf den er in einigen seiner Werke explizit Bezug nimmt, aber auch von Ferdinand de Saussure, Henri Lefebvre, Roland Barthes, Noam Chomsky und Ernst Bloch. Die Erweiterung eines traditionellen Verständnisses von Poesie und Literatur, die Arias-Misson seit den 1960er Jahren praktizierte, kann vor dem Hintergrund literarischer Experimente im Verlauf des 20. Jahrhunderts und insbesondere im Kontext von Konzepten der Intermedia Arts verstanden werden – ein Begriff, den der Fluxus-Künstler Dick Higgins Mitte der 1960er Jahre geprägt hatte. Ziel war die Auflösung der Grenzen zwischen den traditionellen künstlerischen Disziplinen und deren Gattungen. Damals begann Arias-Misson mit der räumlichen Wirkung von Buchstaben und Wörtern zu experimentieren, indem er plastische Gedichtobjekte entwickelte: Plexiglaskästen, in denen Texte vermittels Letraset-Buchstaben auf transparenten Kunststoffformen angeordnet wurden. Charakteristisch für diese Arbeiten ist die Verwendung von Transparenzeffekten, Überlagerungen und Verzerrungen von Buchstaben, Wörtern und Texten.
1967 konzipierte Arias-Misson das erste seiner performativ-aktionistischen Gedichte im öffentlichen Raum mit dem Titel The Vietnam Public Poem, das er als poetischen Protest gegen den Vietnamkrieg verstand. Performer trugen die menschengroßen weißen und mit roter Farbe bespritzten Buchstaben V, I, E, T, N, A, M durch die Straßen von Brüssel. Mit dieser Mischung aus künstlerischem Happening und politischer Demonstration schuf er eine poetische Form, die es ihm ermöglichte, Texte in den sozialen Kontext einer Stadt einzuschreiben. 28 solcher Public Poems haben bis heute unter anderem in Madrid, Paris, Berlin, Venedig, Los Angeles und New York stattgefunden.
Im Laufe seines Lebens wechselte Arias-Misson mehrfach den Wohnort und lebte in verschiedenen Ländern. 1970 zogen er und Nela von Spanien für einige Monate nach Antwerpen und dann nach Brüssel. 1973 kehrten sie nach New York City zurück. 1983 kehrte Arias-Misson nach der Trennung von Nela nach Brüssel zurück, um für die Europäische Gemeinschaft zu arbeiten, aus der 1992 die Europäische Union wurde. Von 1991 bis 2021 lebte er mit seiner zweiten Lebensgefährtin, der Textildesignerin und Autorin Karen Moller, in Paris und Venedig.

## Werke

### Compositions
Die Werke der Serie Compositions (ca. 1968–1979) bestehen aus je 5 bis 7 hintereinander aufgestellten transparenten Scheiben aus Plexiglas, die mit Buchstaben, Wörtern oder Sätzen aus Letraset versehen sind. Während ein Blatt Papier lediglich eine zweidimensionale Oberfläche bietet, um syntaktische und semantische Bezüge zwischen den sprachlichen Elementen zu inszenieren, ermöglicht die Schichtung transparenter Plexiglasebenen die Nutzung räumlicher Tiefe als künstlerisches Element poetischer Textkonzeption. Es gibt zwei verschiedene Modelle der Compositions: Bei dem einen sind die transparenten Plexiglasflächen hintereinander in einem Holzrahmen befestigt, so dass sie an die Wand gehängt werden können. Bei dem anderen Modell sind die transparenten Plexiglasflächen hintereinander in einem Holzsockel befestigt, so dass sie zu frei stehenden Objekten werden. Diese unkonventionelle skulpturale (Text-)Form ist durch John Cages Multiples Not wanting to say anything about Marcel (1969) bekannt geworden. Sie wurde zuvor schon von anderen Künstlern, unter anderem 1966 von dem britischen visuellen Dichter Tom Edmonds, verwendet. Arias-Missons erste Arbeit in dieser Art stammt aus dem Jahr 1968.

### Object Poems
Mit den Public Poems und den Compositions gehören die Object Poems (ca. 1966–1982) zu den bekanntesten Werken Arias-Missons. Sie wurden in einigen der ersten der experimentellen Poesie gewidmeten Ausstellungen gezeigt und sind in deren Katalogen sowie in verschiedenen avantgardistischen Literaturzeitschriften der späten 1960er und 1970er Jahre dokumentiert. Die Object Poems bestehen aus Plexiglaskästen mit integrierten transparenten Kunststoffelementen, auf denen Wörter oder Sätze aus Letraset-Buchstaben verteilt sind. Das Gedicht im Sinne eines gedruckten Textes wird zu einem skulpturalen Objekt, das aus verschiedenen Perspektiven betrachtet werden muss – wobei die Blickwinkel die optische Erscheinung der Textelemente verändern und sie aus verschiedenen Richtungen ganz unterschiedlich aussehen. Indem Arias-Misson Spiegelungen, Überlagerungen und Verzerrungen von Buchstaben zu integralen ästhetischen Qualitäten dieser Arbeiten macht, erweitert er die traditionell rhetorischen Stilmittel der poetischen Arbeit. Entsprechend können die Texte nicht auf Papier geschrieben und gedruckt, sondern müssen dreidimensional konzipiert werden.

### Photo Poems
Die Photo Poems bestehen aus unterschiedlich umfangreichen sequenziellen Folgen von Fotografien. Arias-Misson posierte vor der Kamera und ergänzte die fotografischen Abzüge in vielen Fällen mit handschriftlichen Texten. Im Jahr 2021 widmete die Galeria Estampa in Madrid diesem Werkzyklus eine umfangreiche Ausstellung und veröffentlichte das Mappenwerk El autor.... casi / The author... almost (30 Exemplare), das Reproduktionen der Photo Poems Merde (1973), Raincoat day (1973), Punctuation (1973/74), Uncovering... it (1973/74), I’m in, innner, into! (1973/1974), Then... (1973/1974) und Fire (1974) enthält.

### Public Poems
1967 realisierte Arias-Misson in Brüssel, wo er zu diesem Zeitpunkt lebte, das erste seiner Public Poems mit dem Titel The Vietnam Public Poem. Aus Protest gegen den Krieg in Vietnam ließ er mehrere Freunde die menschengroßen weißen und mit roter Farbe bespritzten Buchstaben V, I, E, T, N, A, M durch die Straßen der Stadt tragen. 1968 folgte das Public Poem G D, das ebenfalls in Brüssel aufgeführt wurde. Das 1969 in Madrid durchgeführte Public Poem A Madrid erwies sich für die Entwicklung dieser Werkserie insofern als einflussreich, als er von den Performern im Verlauf der Aktion aus den Buchstaben des Titels neue Wörter bilden ließ. Einem anagrammatischen poetischen Prinzip folgend wurden an zentralen Orten des Stadtraums von Madrid verschiedene Worte aus dem Buchstabenpool zusammengestellt: Vor dem Parlament wurde das Wort ARMA (Waffe) gebildet und in AMAR (Liebe) umgewandelt, als die Guardia Civil anrückte. 1972 wurde The Public Punctuation Poem in Pamplona im Rahmen des Festivals Encuentras de Pamplona realisiert, dem ersten Avantgarde-Kunst Festival Spaniens, das zu dieser Zeit noch unter der Herrschaft des faschistischen Diktators Francisco Franco stand. Auch wenn Arias-Misson in späteren Jahren gelegentlich von öffentlichen Institutionen eingeladen wurde, Public Poems zu realisieren, verzichtete er in der Regel auf das Einholen der notwendigen behördlichen Genehmigungen, um derartige Veranstaltungen im öffentlichen Raum durchführen zu dürfen. In diesem Sinne tragen die Aktionen Züge künstlerischer Guerillataktiken. Dass der in die Stadt eingeschriebene ephemere Text unvorhersehbare Reaktionen provozieren und unkalkulierbare Prozesse in Gang setzen kann, versteht Arias-Misson als poetische Herausforderung. Im Laufe der Jahre entstanden zahlreiche poetologische Texte zur Theorie des Public Poems als literarischer Form. Die ersten Public Poems wurden mit Fotos dokumentiert, die Arias-Misson oft mit handschriftlichen Kommentaren versah. Später griff er für die Dokumentation auch auf Film und Video zurück.

#### Liste der Public Poems 1967–2022
- The Vietnam Public Poem. Brüssel, 1967
- The G D Public Poem. Brüssel, 1968
- The A Madrid Public Poem. Madrid, 1969
- The Knokke Baptismal Public Poem. Knokke, 1970
- The Palabras Fragiles Public Poem. Madrid, 1971
- The Punctuation Public Poem. Pamplona, 1972, im Kontext des Festivals Encuentras de Pamplona[10]

- The Chomsky Generative Grammar Public Poem. Brüssel, 1972
- The Cat & Mouse Duo Public Poem. New York CIty, 1974
- The Beethoven Bicentennial Public Poem. Bonn, Germany, 1975, auf Einladung der Stadt Bonn
- The Proust Public Poem. Paris: Place Saint-Germain-des-Prés, 1975
- The Fallen Angel. Verona, 1977
- The Proust Public Poem. Paris, 1988[11]

- The Teutonic Public Poem. Berlin, 1991, eingeladen vom Literaturhaus Berlin; und Bielefeld, auf Einladung der Kunsthalle Bielefeld
- The Hollywood Monsters Public Poem. Los Angeles, 1991
- The Public Shamanic Chapel Sistine Public Poem. Vatikan, 1998[12]
- The Surveillance Public Poem. Paris, 2003[13]
- The Gan(t)d Public Panties Public Poem. Gent, 2007, eingeladen vom Krikri Festival[14]
- La Derniere S(c)ene Public Poem. Nizza, 2008[15]
- The Last Supper Public Poem. Marseille, 2009[16]
- The Public Linguistic Poem of Antwerp. Antwerpen, 2013[17]

- The Public Linguistic Poem II. Antwerp, 2014

- The Public Sinking of Venice Poem. Venedig, 2015[18]
- The Burkini Public Poem. Deauville, 2017[19]
- The Urbanographies Public Poem. Paris, 2019, auf Einladung der Stadt Paris und des Centre Pompidou im Rahmen der Nuit Blanche[20]
- The Illuminaciones Public Poem. Madrid, 2019, eingeladen vom Museum Reina Sofia[21]
- The Transculturalisms Public Poem. New Haven, 2020, eingeladen von der Beinecke Library der Yale University[22]
- The Public Silence Poem. Paris: Place Clichy, 2020[23]
- The Public BOEM Poem. Antwerpen, 2021[24]
- The Public Sognare Poem. Bozen und Rovereto, eingeladen vom Museion, Bozen/Bolzano und MART, Rovereto
- The Public Iluminado Poem. Zu Ehren der Asturischen Bergarbeiter, Mieres, 2022, auf Einladung der Stadt Mieres

### Theatre Boxes
Zwischen 1975 und Anfang der 1990er Jahre arbeitete Arias-Misson an verschiedenen Serien eines Werkkomplexes, die er als Theatre Boxes bezeichnet. Hierzu gehören die Minimal Theatres (1976), die Black Box Theatres (1981–1982), die Mental Theatres (1987–1988), und die Floating Mind Theatres (1987–1989). Diese oft schwarzen Kästen mit transparenter Frontseite erinnern an Dioramen oder Schaukästen in ethnografischen Museen, in denen Landschaften oder urbane Szenen aus der Vergangenheit mit Modellfiguren vor einem gemalten Hintergrund dargestellt werden. Im Gegensatz dazu stellen die ‚Theatre Boxes’ jedoch keine realistischen Szenarien dar, sondern imaginäre Settings, in denen verschiedene Materialien in eine assoziative Verbindung gebracht werden. Sie enthalten oft Bilder aus den Massenmedien wie Fotos von Fernsehbildschirmen oder Ausschnitte aus Zeitschriften sowie persönliche Fotos, Figuren und handschriftliche Elemente.

### Sculpture Poems
Um 2015 begann Arias-Misson mit den Möglichkeiten der 3D-Lasergravur zu experimentieren – ein Verfahren, das sonst hauptsächlich für Werbe- und andere kommerzielle Zwecke eingesetzt wird. Hierbei können dreidimensionale Abbildungen in transparente Acrylglasblöcke graviert werden. Diese Technik ermöglichte es ihm, frei schwebende Buchstaben im Inneren des soliden Materials zu arrangieren, ohne, wie bei den Object Poems der 1960er und 1970er Jahre, transparente Kunststoffformen als Träger für Texte in den Innenräumen von Kästen integrieren zu müssen. Auch in den Sculpture Poems steht die räumliche Inszenierung der Texte in einem semantischen Spannungsverhältnis zu deren Inhalten. Dabei verwendet Arias-Misson sowohl figurative Arrangements als auch mathematisch komplexe Formen, beispielsweise archimedische Spiralen oder Torusknoten, die er mit den virtuellen 3D-Designsoftwares Blender und Maya entwickelt.

### 3D Video Poems
Inspiriert von der Arbeit mit 3D-Softwares für virtuelles Design, die Arias-Misson für die Sculpture Poems verwendet hat, entwickelte er eine Reihe von 3D-Video-Poems. Begleitet von Soundtracks, die aus gesprochenen Worten, Geräuschen oder musikalischen Elementen bestehen, werden die dreidimensional gerenderten Textanimationen als Filme auf aufrecht stehende Glasscheiben projiziert, so dass sich die Gedichte durch die Luft zu bewegen scheinen.

## Rezeption
Arias-Missons Werke sind in den frühesten Anthologien für experimentelle, visuelle und konkrete Poesie enthalten, wie in Emmett Williams Anthology of Concrete Poetry (1967) oder Jean-François Borys Bientôt (1967). Ebenso wurden sie in den einflussreichsten Ausstellungen auf diesem Gebiet gezeigt und sind in deren Katalogen dokumentiert. Hierzu gehören unter anderem Mostra de Poesia Concreta (Biennale di Venezia 1969), Klankteksten – Konkrete Poëzie – Visuele Teksten (Stedelijk Museum, Amsterdam, 1970), Buchstäblich wörtlich, wörtlich buchstäblich (Nationalgalerie Berlin, 1987), Poésure et Peintrie (Musées de Marseille, 1998), oder La parola nell’arte (MART – Museo di Arte Contemporaneo di Rovereto e Trento, Rovereto, 2008).
2020 erwarb die Beinecke Rare Book and Manuscript Library der Yale University Arias-Missons umfangreiches Archiv. Hierzu heißt es auf der Website der Institution: “The Alain Arias-Misson Papers contain an extensive collection of correspondences; writings, visual poetry, and notes by Arias-Misson as well as works by Jean-François Bory and Ugo Carrega, among others; printed material including cards, pamphlets, ephemera, exhibition catalogs, serials, and books; and born-digital audiovisual materials. The extensive collection of correspondences, which spans generations and are international in scope, includes deep exchanges with Carlfriedrich Claus, Ignacio Gomez de Liano, Joan Brossa, Paul De Vree, in addition to briefs with François Dufrêne, Jacques Donguy, Dick Higgins, Mark Rothko, and Carolee Schneemann, among others. Complementing the correspondences are notes and writings pertaining to poems ranging from 1962 to 2017, such as Vietnam Superfiction (1967–1968), Cat and Mouse Public Poem (1974), and The Public Surveillance Poem (2003); writings and visual poetry published in Logomotives (1984), Poesia Vixual (1994), and Art in America (2004); sketches, photographs, and paste-ups for plexiglas projects.”
Umfangreiche Bestände von Werken und Dokumenten befindet sich zudem im Ruth and Marvin Sackner Archive of Concrete and Visual Poetry, das zu den Sondersammlungen der Bibliotheken der University of Iowa gehört, im Archivio Nuova Scrittura (Bozen) und in der Fondazione Bonotto (Colceresa).

## Auszeichnungen
2018 erhielt Arias-Misson den renommierten Prix international de littérature Bernard Heidsieck – Centre Pompidou.

## Veröffentlichungen

### Romane und Erzählungen
- Vietnam Superfiction. Chicago Review und Delacorte Press, Chicago, IL 1967.
- Confessions of a Murderer, Rapist, Fascist, Bomber, Thief; or, A year in the journal of an ordinary American: A Superfiction. Chicago Review Press, Chicago, IL 1974, ISBN 978-0-914090-05-2.
- The Mind Crime of August Saint. Northwestern University Press, Evanston, IL 1993.
- Theatre of Incest. Dalkey Archive Press, Champaign, IL 2007, ISBN 978-1-56478-481-0; französische Übersetzung: Le Théâtre de l’Inceste. Ed. Serge Safran, Paris 2007, ISBN 979-10-90175-17-4.
- Tintin Meets the Dragon Queen in The Return of the Maya to Manhattan. Black Scat Books, San Francisco, CA 2013.
- The Man Who Walked on Air. & other Tales of Innocence. Black Scat Books, San Francisco, CA 2013, ISBN 978-0-615-75437-6.
- Comic Book. Black Scat Books, San Francisco, CA 2015, ISBN 978-0-692-44067-4.
- The Autobiography of a Character from Fiction. Black Scat Books, San Francisco, CA 2016, ISBN 978-0-9977771-2-3; französische Übersetzung: Autobiographie d’un personage de fiction. Ed. Serge Safran, Paris 2020, ISBN 979-10-97594-96-1.
- The Detective Who Didn't Have a Clue. Black Scat Books, San Francisco, CA 2017, ISBN 978-0-9977771-9-2.

### Theorie und Dokumentation
- M. Dachy (Hrsg.): An exploration of the oil crisis. Studio Brescia, Brescia 1974.
- Poesia Visiva. Studio Brescia, Brescia 1972.
- Factotumbook No. 11: The Public Poem Book. Factotum Art Edition, Calaone-Baone 1978.
- mit Gillo Dorfles (Hrsg.): Sei lirici della Poesia Visuale Internazionale. Archivio Nuova Scrittura, Mailand 1990.
- The visio-verbal sins of a literary saint. Rara International, Verona 1994.
- From the cutting-floor of the public poem. MER Paper Kunsthalle, Gent 2013.
- El autor...casi | The author...almost. Text von Ignacio Gomez de Liano, Estampa Ediciones, Madrid 2021.
- Christoph Benjamin Schulz (Hrsg.): Alain Arias-Misson – The Public A MADRID Poem (1969). Grass Publishers, Brauweiler 2023, ISBN 978-3-946848-32-5.

## Ausstellungen

### Einzelausstellungen (Auswahl)
- 2021: Compositions & Object Poems. Galeria Jose de La Mano, Madrid
- 2021: The Author..almost. Galeria Estampa, Madrid
- 2021: Transparencies. Coppejans Gallery, Antwerpen
- 2018: Oscar Niemeyer Museum, Asturias
- 2015: Poesía de calle y poesía de transparencias. Galería Freijo Madrid
- 2015: Plastico-Concretist works from the 1970ʼs. M HKA – Museum van Hedendaagse Kunst, Antwerpen
- 2013: The Public Poem Reactivated Project. Galerie Lara Vincy, Paris
- 2013: The Public Poem photographs. Galerij v-editie, Antwerpen
- 2013: The Public Poem, Documentary Show. Emily Harvey Foundation, New York City
- 2011: Video of the Public Poems 1972–2011. Whitebox Art Center, New York
- 2011: The Public Poem Extension Program. Fondazione Berardelli, Brescia
- 2009: Les cages du désir et poèmes visuels. Galerie Lara Vincy, Paris
- 2007: The Visitor. Galleria Entropyart, Neapel
- 2005: Rétrospective 1965–2005. Spazio Culturale Lazzari, Treviso
- 2003: Pièges chamaniques. Galerie Lara Vincy, Paris
- 2002: Piccolo teatro di lampadine sciamaniche. Emily Harvey Gallery, Venedig
- 2001: Little shamanic light bulb theatre. Emily Harvey Gallery, New York
- 2001: La chapelle chamanique. Fondazione Villa Buttafava, Gallarate
- 2000: Alain Arias-Misson. Museo di Bolzano, Bozen
- 1998: Shamanic Strips and Your Household Shamans. Galleria Caterina Gualco, Genua
- 1998: Shamanix! Emily Harvey Gallery, New York
- 1996: Arias-Misson, Works from 1974 to 1996. Farsetti Arte, Prato
- 1996: Pyramidopolis. Galleria Cruce, Madrid
- 1995: Angels. Galleria Derbylius, Mailand
- 1994: Installazioni di Arias-Misson. Domus Jani, Centro Internazionale per lʼArte Totale, Illasi
- 1988: Floating Mind Theatre. Galerie J. & J. Donguy, Paris
- 1974: Olé, c’est moi le Public Poem! Studio Santandrea, Mailand
- 1972: Poesia Visiva. Galleria Brescia, Brescia
- 1972: Arias-Misson. American Cultural Center, Brüssel
- 1972: Arias-Misson. Galleria Il Canale, Venedig
- 1971: Alain Arias-Misson. Galleria Brescia, Brescia
- 1971: Alain Arias-Misson. Mercato del Sale, Mailand
- 1970: Alain Arias-Misson, Galleria Tool, Mailand
- 1969: Visuelle Poëzie. Celbeton, Dendermonde

### Gruppenausstellungen (Auswahl)
- 2022: Dichtung in 3D. Textskulpturen und Gedichtobjekte seit 1960. Deutsches Buch und Schriftmuseum der Nationalbibliothek, Leipzig
- 2022: Skulpturale Poesie. Zentrum für Künstlerpublikationen am Weserburg Museum für Moderne Kunst, Bremen
- 2021: Das Wort steht im Raum. Zentrum für Künstlerpublikationen am Weserburg Museum für Moderne Kunst, Bremen
- 2021: l’Amour Fou. Palais Lumière, Evian; Musée des Beaux Arts, Quimper; Musée Sainte Croix, Poitiers
- 2019: 1960s –’70s European Experimental Poetry Archives. Beinecke Library, Yale University
- 2019: Concrete Poetry, the Paulo della Grazia Collection. Museion, Bozen
- 2019: Bernard Heidsieck Prix Littéraire. Musée national d’art moderne – Centre Pompidou, Paris.
- 2014: Venice International Performance Art Week. Palazzo Mora, Venedig
- 2014: Escritura Experimental en España 1963–1983. Circulo de Bellas Artes, Madrid
- 2014: La scrittura visuale, la parola totale. Museo Nitsch, Neapel
- 2014: La Idea del Arte. Museo Contemporaneo, Santander
- 2014: Visual Poetry. Castello Visconteo, Pavia
- 2014: Visual Poetry. Palazzo delle Prigioni, Venice
- 2013: The Character of the Collector. M HKA – Museum van Hedendaagse Kunst, Antwerpen
- 2012: Spirits of Internationalism. Van Abbemuseum, Eindhoven
- 2009: Encuentros de Pamplona 72: Fin de fiesta del arte experimental. Museo Nacional Centro de Arte Reina Sofia, Madrid
- 2008: La Parole nell’Arte. MART – Museo di Arte Contemporaneo di Rovereto e Trento, Rovereto
- 2005: Schrift, Zeichen, Geste. Carlfriedrich Claus im Kontext von Klee bis Pollock. Kunstsammlungen Chemnitz
- 1991: Visuelle Poesie. Kunstraum München
- 1987: Auf Ein Wort. Gutenberg-Museum, Mainz
- 1987: Buchstäblich wörtlich, wörtlich buchstäblich. Nationalgalerie Berlin
- 1986: Poesia Visiva. Museo Santos Rocha, Figueira da Foz; Gulbenkian Foundation, Lissabon
- 1985: Das Poetische ABC. Kunsthalle Bern
- 1982: Seoul International Mail Art. Go Jeon Gallery, Cheong ju, Südkorea
- 1982: Figura 3. Kunstmuseum Leipzig
- 1974: Visual Poetry. ICA, London
- 1974: Premier Salon dʼArt Actuel, Brüssel
- 1974: Feria Internacional de Muestras, Bilbao
- 1973: Visual Poetry. Gallery Cheap Thrills, Helsinki
- 1972: Konkrete Poesie. Stedelijk Museum, Amsterdam
- 1973: Concrete Poetry. New Reform Gallery, Aalst
- 1972: Concrete Poetry. Galerie Jeanne Buytaerts, Antwerpen
- 1972: Inhibodress, Communications. Surry Hills, Australien
- 1970: Konkrete Poëzie – Visuele Teksten. Stedelijk Museum, Amsterdam
- 1969: La Scrittura Attiva. Circolo Italsider, Taranto
- 1967: Il Segno nello Spazio. Azienda Soggiorno e Turismo, Triest
- 1967: Poem – Image – Symbol. Falmouth School of Art, Falmouth

## Werke und Dokumente in Sammlungen

### Öffentliche Sammlungen (Auswahl)
- ZKM – Zentrum für Kunst und Medien, Karlsruhe
- Deutsches Buch und Schriftmuseum der Deutschen Nationalbibliothek, Leipzig
- Carlfriedrich Claus-Archiv an den Kunstsammlungen Chemnitz
- Archiv Sohm an der Staatsgalerie Stuttgart
- The Ruth and Marvin Sackner Archive of Concrete and Visual Poetry in den University of Iowa Libraries Special Collections
- Agentzia Press Archive in der Charles Deering McCormick Library of Special Collections an der Northwestern University, Evanston und Chicago, IL
- The Dick Higgins Papers am Getty Research Institute, Los Angeles, CA
- The Jean Brown Papers am Getty Research Institute, Los Angeles, CA
- MART – Museo di arte moderna e contemporanea di Trento e Rovereto, Rovereto
- Archivio Nuova Scrittura at Museion – Museo di Arte Contemporaneo di Bolzano, Bozen
- Museo Pecci, Florenz
- Macba – Museu d’Art Contemporani, Barcelona[33]
- Museo Nacional Centro de Arte Reina Sofia, Madrid
- LaM – Lille Métropole, musée d’art moderne, d’art contemporain et d’art brut, Lille
- Bibliothèque Nationale de France (Cabinet des Estampes), Paris
- Stedelijk Museum, Amsterdam
- M HKA – Museum van Hedendaagse Kunst Antwerpen

### Privatsammlungen (Auswahl)
- Arturo Schwarz, Mailand
- The Emily Harvey Foundation, New York/Venedig
- Fondazione Bonotto, Colceresa[34]
- Archivio Lafuente, Santander
- Archivio Conz, Berlin[35]
- Anita und Günter Lichtenstein Stiftung, Göpfersdorf[36]
- Collection Paolo Della Grazie, Archivio di Nuova Scrittura – Museo di Arte Contemporaneo di Bolzano, Bozen
- Fondazione Berardelli, Brescia

### Monografien (Auswahl)
- Lotta Poetica: Numero Monografico su Arias-Misson. No. 45. Februar 1975.
- Mental Theatre Boxes. Texte von Peter Frank, Carlfriedrich Claus, Sarenco. Galerie J.& J. Donguy, Paris 1988.
- Carlfriedrich Claus, Alain Arias-Misson, Klaus Sobolewski. Kunstraum München e.V., 1991.
- Marc Dachy: Alain Arias-Misson. Opere dal 1974 al 1996. Dopotutto, Prato 1996.
- The visitor: who came from nowhere and is going somewhere else, revisits persons and places and peripeteia. Edizioni Mediterranee, Neapel 2009.
- Alain Arias-Misson – The public poem extension program. Edizioni Fondazione Berardelli, Brescia 2011.
- The public sinking of Venice poem. Redfox Press and Fondazione Bonotto, Dugort, Achill Island, County Mayo, Ireland 2015.
- Poesia de calle y poesia de transparencias. Galeria Freijo, Madrid 2015.
- Joan Brossa & Alain Arias-Misson: de la poesía a la palabra, de la palabra a la calle. Centro Niemeyer, Avilés 2018.
- Public poems: 50 years of writing on the street. Ediciones Asimétricas, Madrid 2019, ISBN 978-84-949798-0-4.

### Anthologien und Kataloge (Auswahl)
- Jean-François Bory (Hrsg.): Bientôt. Contexte Production, 1967.
- Emmett Williams (Hrsg.): An Anthology of Concrete Poetry. Edition Hansjörg Mayer, Stuttgart und New York, Villefranche, Something Else Press, Frankfurt 1967, ISBN 978-0-9851364-3-7.
- Artes Hispanicas – Hispanic Arts. A Magazine of Literature, Music and Visual Arts. Vol. I, No. 3–4. The Macmillan Company for Indiana University, New York Winter 1968.
- Visuelle Poesie. Visual Poetry. Poesia Visuale. Visuelle Poesie. Ausstellungen Visueller Poesie 1968. Karlsruhe – Alpbach – Innsbruck – Wien, Allerheiligenpresse, Innsbruck 1968.
- Novisima Poesia. Museo Provincial de Bellas Artes, La Plata, Argentinien 1969.
- Mostra de Poesia Concreta. Stamperia di Venezia, Venedig 1969.
- Eugene Wildman (Hrsg.): Experiments in Prose. Swallow Press, Chicago 1969.
- Spatialisme, Concrete Poetry. ASA Chikyudo Gallery, Tokyo 1971.
- Liesbeth Crommelin (Hrsg.): Klankteksten – Konkrete Poëzie – Visuele Teksten. Stedelijk Museum, Amsterdam 1970.
- Auf Ein Wort! Aspekte Visueller Poesie und Musik. Gutenberg Museum/Edition Braus, Mainz 1987, ISBN 978-3-921524-64-0.
- Michael Glasmeier (Hrsg.): Buchstäblich wörtlich, wörtlich buchstäblich. Staatliche Museen Preussischer Kulturbesitz, Berlin 1987, ISBN 978-3-88609-209-3.
- Beyond words. Experimental poetry and the avant-garde. Yale University, Bainecke Rare Book & Manuscript Library, Yale 2019. PDF